# Pachythone radiata
Pachythone radiata är en fjärilsart som beskrevs av Rebillard 1958. Pachythone radiata ingår i släktet Pachythone och familjen Riodinidae. Inga underarter finns listade i Catalogue of Life.